# Alex Eames
Alexandra "Alex" Eames é uma personagem fictícia da série americana Law & Order: Criminal Intent. Ela é interpretada por Kathryn Erbe. Participou de 144 episódios.
Detetive do Esquadrão de Casos Especiais do Departamento de Polícia da cidade de Nova Iorque (NYPD). É parceira do detetive Bobby Goren.
Em 2012, após o final da série Law & Order: Criminal Intent em 2011, a personagem reapareceu na série Law & Order: Special Victims Unit no episódio "Acceptable Loss", já promovida à tenente e trabalhando na força tarefa conjunta entre o NYPD e o Federal Homeland Security.